# Orawa (region)

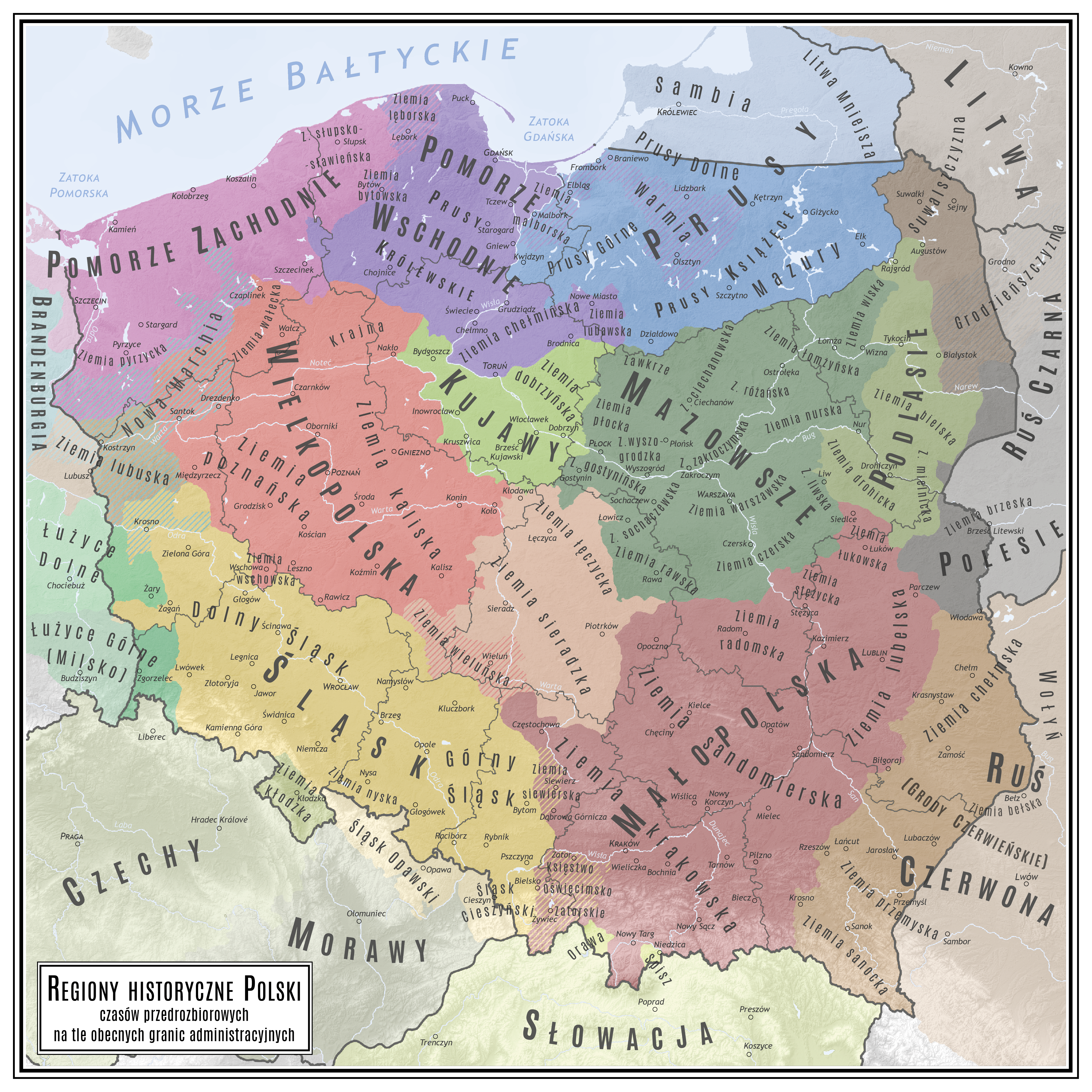
Orawa i inne krainy historyczne Polski na tle współczesnych granic administracyjnych

Orawa (słow. Orava, węg. Árva, niem. Arwa, gór. Ôrawa) – kraina historyczna w Europie Środkowej w dorzeczu rzeki Orawy. Nazwa regionu „Orawa” pochodzi od nazwy jednoimiennej rzeki, a jej źródłosłów nie został dotychczas jednoznacznie zdefiniowany.

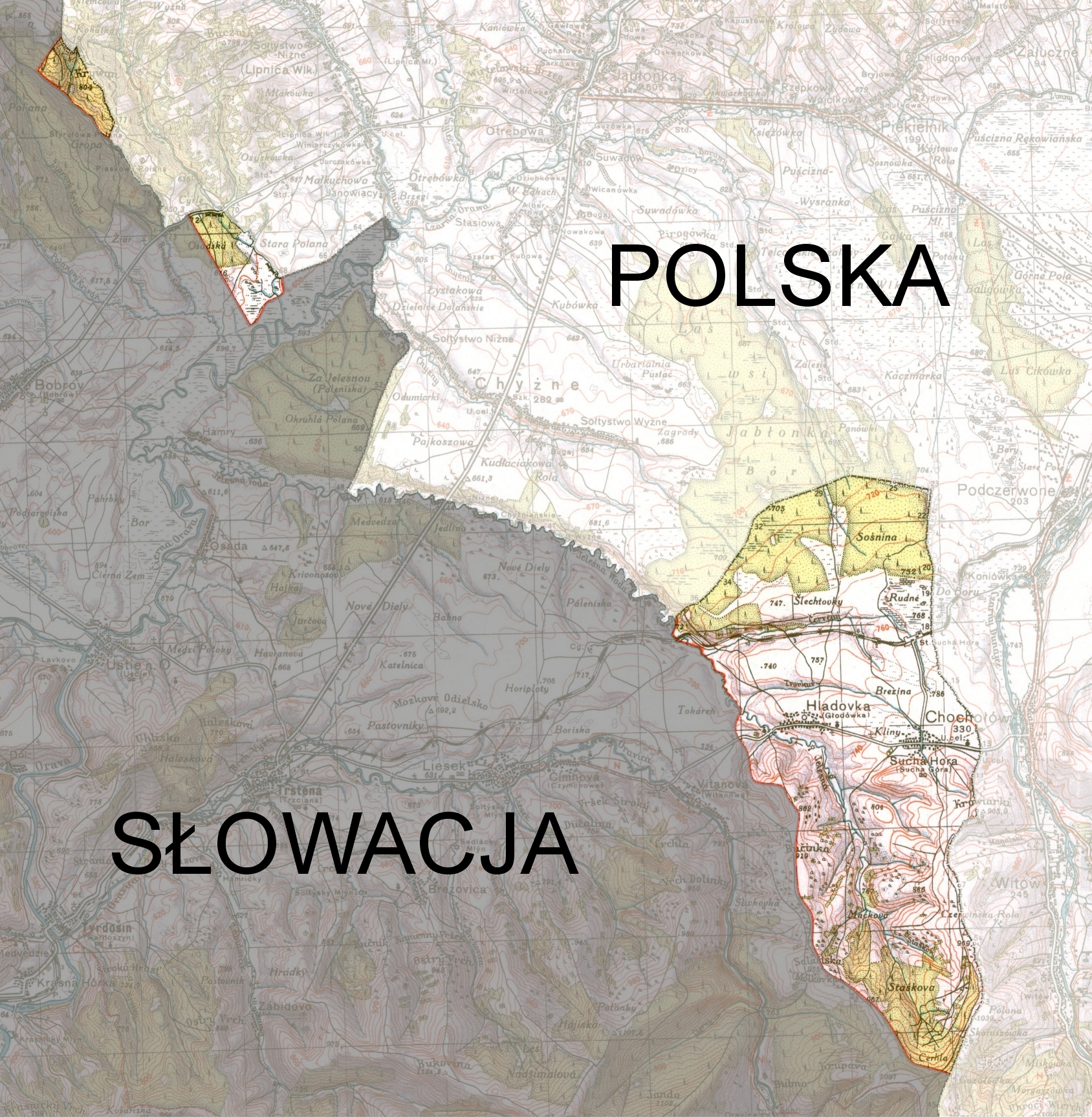
Obszar Orawy (bez okolic Mędralowej) przyłączony do Polski w 1938 na mapie topograficznej WIG z 1939

## Granice i terytorium

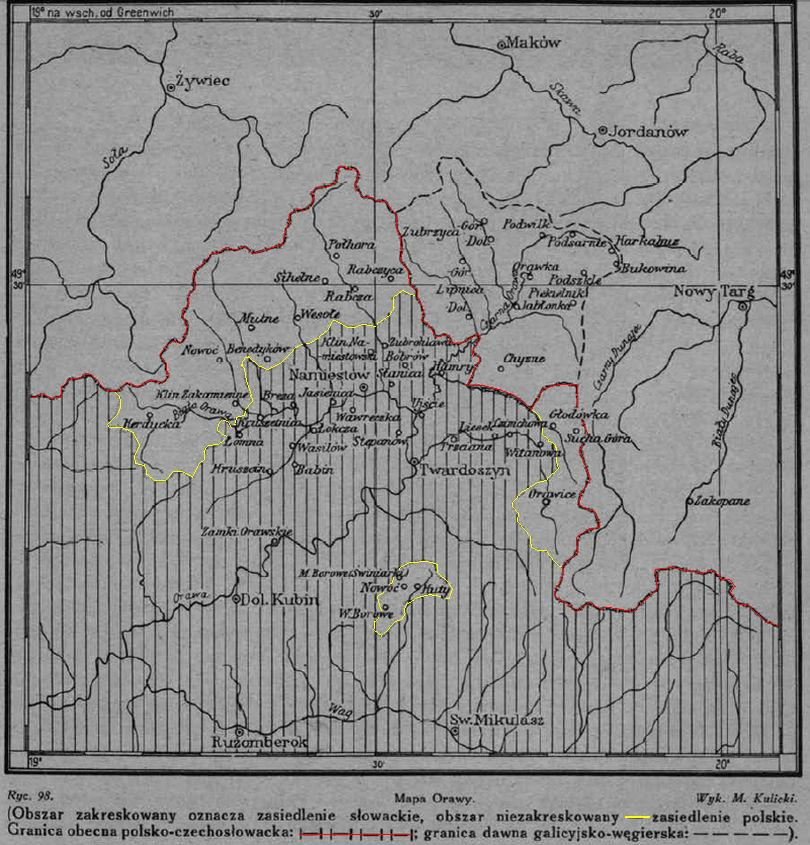
Narodowości na Orawie w 1931 r. według pisma „Ziemia”

Powierzchnia Orawy wynosi ok. 1900 km². Jej granice, uformowane w trakcie kilkuwiekowej działalności osadniczej, prawie w całości wyznaczają wybitne formy ukształtowania terenu:

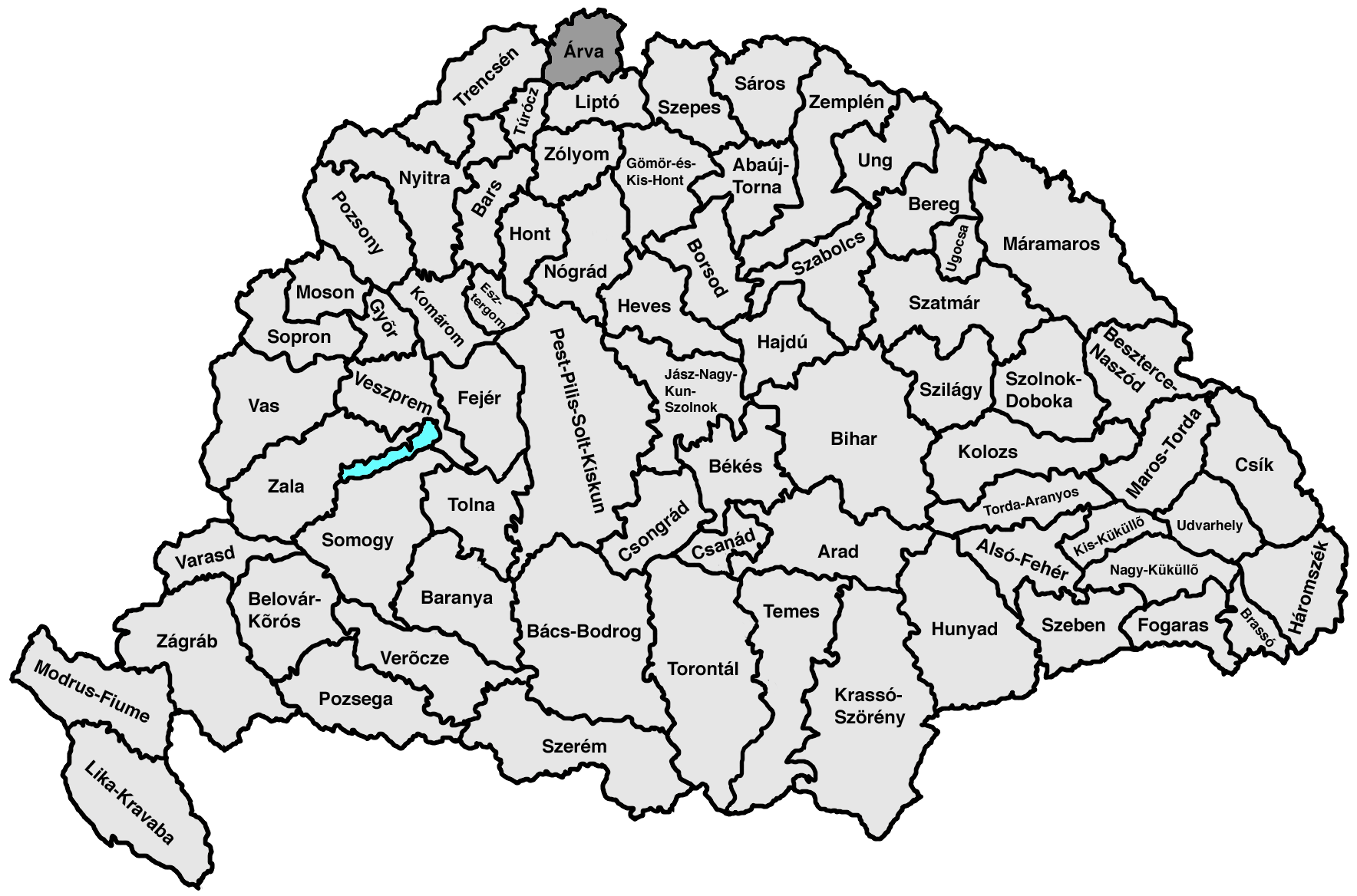
Komitat Orawski w granicach Królestwa Węgierskiego

- Komitat Orawski w granicach Królestwa Węgierskiegood północy – grzbiet wododziałowy Karpat Zachodnich w obszarze Beskidu Żywieckiego (w tym i Pasma Babiogórskiego);

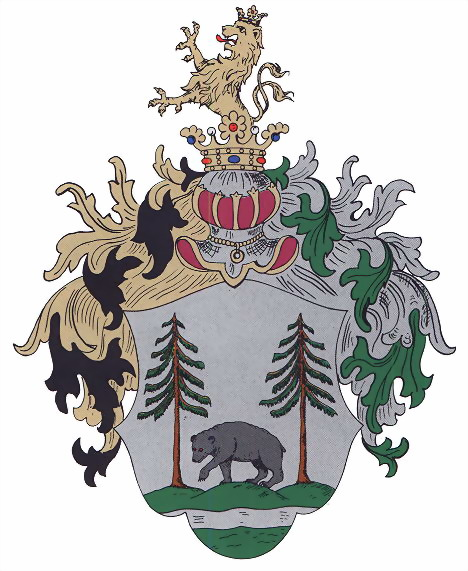
Herb Komitatu Orawskiego

- Herb Komitatu Orawskiegood wschodu – dalszy ciąg wspomnianego wyżej działu wodnego, biegnącego grzbietem tzw. Pasma Podhalańskiego i dalej w przybliżeniu linią wododziału Orawy i Dunajca w poprzek Kotliny Orawsko-Podhalańskiej po Tatry Zachodnie;
- od południa – Tatry Zachodnie, Góry Choczańskie i tzw. Szypska Fatra (należąca już do Wielkiej Fatry);
- od zachodu – grzbiety Małej Fatry i Beskidu Żywieckiego (wg podziałów słowackich Gór Kisuckich i fragmentarycznie Beskidów Orawskich).

Osią tak wyznaczonego obszaru, leżącą w linii pd.-zach. - pn.-wsch., jest rzeka Czarna Orawa od źródeł po Jezioro Orawskie, a następnie wypływająca z niego rzeka Orawa po jej ujście do Wagu. Ta druga rozdziela m.in. leżące praktycznie w całości w granicach historycznej Orawy pasma Magury Orawskiej i Skoruszyńskich Wierchów.
Na północnym zachodzie i na północy Orawa graniczy z Żywiecczyzną, a na wschodzie z Podhalem, będącymi częściami Małopolski. Na południu sąsiaduje z Liptowem, a na zachodzie z Kysucami.
Orawa tradycyjnie dzielona jest na Górną i Dolną. Granica między nimi biegnie mniej więcej wzdłuż linii Sucha Góra – Twardoszyn – Magura Orawska.

## Narodowości na Orawie
Część polska zamieszkana jest przez Polaków i niewielką mniejszość słowacką, natomiast część słowacka przez Słowaków, a także niewielkie mniejszości czeską i polską (ta ostatnia zamieszkuje powiat namiestowski i twardoszyński).
Teren polskiej Orawy był jednorodny etnicznie – został zasiedlony przez polskich osadników z Małopolski nizinnej i Żywiecczyzny; w osadnictwie brała też w niewielkim zakresie udział ludność wołoska.
Do końca XIX wieku mieszkańcy Orawy nie mieli świadomości etnicznej ani narodowej. Twierdzenie to zdecydowanie neguje  ks. Ferdynand Machay w swoim pamiętniku "Moja droga do Polski", który w odniesieniu do roku 1910 twierdzi zupełnie coś innego. W następujący sposób opisuje sytuację narodowościową w Jabłonce i w okolicznych miejscowościach: "Trzeba bowiem wiedzieć, że nasi górale w okręgach Trzciana i Namiestów byli głęboko przekonani, - choć mylnie - , że są Słowakami. I kiedy się nasz ruch rozpoczął (1910), myśl polityczna słowacka święciła u nas swe zupełne zwycięstwo. Naprawdę, co to za straszna ironia losu, że 2 1/2 milionowy naród słowacki na skrawkach polskiej ziemi miał tak silne gniazdo! (...) Nawet małe dzieci wrzeszczały hasło ks. Hlinki: 'Za tu našu slovenčinu'!"   Do 1918 Orawa należała do Królestwa Węgier. Według spisu z 1910 mieszkało tam 72 125 osób:
- 59 096 Słowaków,
- 16 131 Polaków,
- 2000 Węgrów,
- 1518 Niemców.

## Konflikt o Orawę i jej podział
Po I wojnie światowej wybuchł spór pomiędzy Polską a Czechosłowacją o przynależność regionu. Generalny podział narodowościowy był taki, że w Górnej Orawie zamieszkiwała ludność polska, a w Dolnej – słowacka. Planowany plebiscyt nie odbył się, gdyż Polska podczas wojny z bolszewikami zgodziła się na podział bez pytania zainteresowanej ludności o zdanie – Rzeczypospolitej przypadło 12 wsi w Górnej Orawie. W 1924 dokonano wymiany terytoriów – Polska otrzymała resztę wsi Lipnica Wielka (część wsi należała już do Polski), a w zamian oddała wsie Głodówka i Sucha Góra.
W 1938 r. rząd Polski, wykorzystując osłabienie Czechosłowacji po układzie monachijskim, zwrócił się do Pragi z ultimatum o oddanie czterech niewielkich fragmentów terytorium Orawy – m.in. wsi przekazanych Czechosłowacji przez Polskę w 1924 r. (Sucha Góra, Głodówka), fragmentu gminy Trzciana sąsiadującego z wsią Lipnica Wielka (las Krywań oraz pastwisko i las Osadzka), części terytorium miejscowości Bobrów (fragment zachodniego stoku góry Krywań) i Orawskiej Półgóry (Dolina Jałowca od przełęczy Głuchaczki do przełęczy Jałowieckiej z uroczyskiem Jałowiec i południowym stokiem Mędralowej; nową granicę wyznaczał potok Półgórzanka (zmiana ta podyktowana była przebiegiem polskiego szlaku turystycznego, który przed korektą, podobnie jak dziś, prowadził w kierunku Babiej Góry przez terytorium czechosłowackie). Tereny te pozostały w granicach Rzeczypospolitej niecały rok – po wybuchu II wojny światowej objęła je Słowacja (21 listopada 1939 na mocy porozumienia z Hitlerem zajęła ona cały obszar historycznej Orawy). W 1945 r. weszły one w granice Czechosłowacji.
Granicę między Polską a Czechosłowacją określiła umowa zawarta 13 czerwca 1958 r. Do czasu wejścia Polski i Słowacji do układu z Schengen (21 grudnia 2007) istniało na Orawie pięć przejść granicznych (w kolejności od zachodu na wschód): Ujsoły-Novoť, Korbielów-Oravská Polhora, Winiarczykówka-Bobrov, Chyżne-Trstená, Chochołów-Suchá Hora.

### Orawa słowacka
Przeważająca część Orawy znajduje się obecnie w granicach Słowacji, Głównymi miejscowościami części słowackiej są: Dolný Kubín, Trzciana, Namiestów, Twardoszyn, a także ośrodki wypoczynkowe: Zuberzec i Orawice.

### Orawa polska
Polska, północno-wschodnia część Orawy (Kotliny Orawskiej) od północy i zachodu ograniczona jest pasmem Beskidu Żywieckiego i obejmuje zachodni skrawek Kotliny Orawsko-Nowotarskiej. Wschodnia granica Orawy przebiega generalnie wzdłuż europejskiego działu wodnego, rozdzielającego zlewiska Morza Bałtyckiego i Morza Czarnego, jednak niewielki skrawek północno-wschodni tej krainy leży w dorzeczu Czarnego Dunajca i jest przezeń odwadniany do Wisły, a z nią do Bałtyku. Kotlina Orawska tworzy największy w Polsce region należący do zlewiska Morza Czarnego (poprzez Czarną Orawę, Wag i Dunaj).
Miejscowości:
- Bukowina-Osiedle
- Chyżne
- Harkabuz
- Jabłonka
- Kiczory
- Lipnica Mała
- Lipnica Wielka
- Orawka
- Piekielnik
- Podsarnie
- Podszkle
- Podwilk
- Zubrzyca Dolna
- Zubrzyca Górna